# Smilovský tunel I
Smilovský tunel I je železniční tunel č. 251 na katastrálním území Hlubočky obce Hrubá Voda na úseku železniční trati Olomouc – Opava mezi Hrubá Voda-Smilov a Jívová v km 23,228–23,336.

## Historie
Koncese na výstavbu místní železniční dráhy byla udělena 10. srpna 1867 olomouckému komitétu na stavbu tratě Olomouc – Moravský Beroun – Bruntál – Krnov – Hlubčice s odbočkami do Rýmařova, Vrbna pod Pradědem a Opavy a ke státní hranici směrem na Nysu. Po spojení s opavským sdružením byla vydána nová koncese 21. dubna 1870. V květnu téhož roku vznikla akciová společnost Moravsko-slezská ústřední dráha. Výstavbu železnice provedla firma bratří Kleinů za finanční podpory banky Union. V roce 1872 byla trať zprovozněna a v roce 1895 byla zestátněna. Na trati dlouhé 115 km bylo postaveno pět tunelů Smilovský I a II, Jívovský, Domašovský a Milotický v celkové délce 744 m. Tunel byl zprovozněn v roce 1872 a byl opravován v šedesátých letech 20. století.

## Geologie
Oblast se nachází v geomorfologickém celku Nízký Jeseník (jihozápadní část). Z geologického hlediska se nachází v oblasti spodního karbonu (kulmu) Nízký Jeseník, podcelek Domašovská vrchovina, okrsek Jívovská vrchovina. Tunel se nachází ve výběžku kopce (kóta 609 m n. m.) v širokém meandru řeky Bystřice. Je vyražen v horninovém prostředí, které je tvořeno břidlicemi, droby a slepenci. Nadložím dochází k průsakům srážkových vod.

## Popis
Jednokolejný tunel byl postaven pro železniční trať Olomouc–Opava mezi zastávkami Hrubá Voda-Smilov a Jívová. Tunel leží v členitém údolí řeky Bystřice v nadmořské výšce 390 m a je dlouhý 107,25 m.

## Zajímavost
- Severní portál je v záběru seriálu Četnické humoresky.[9]

## Galerie

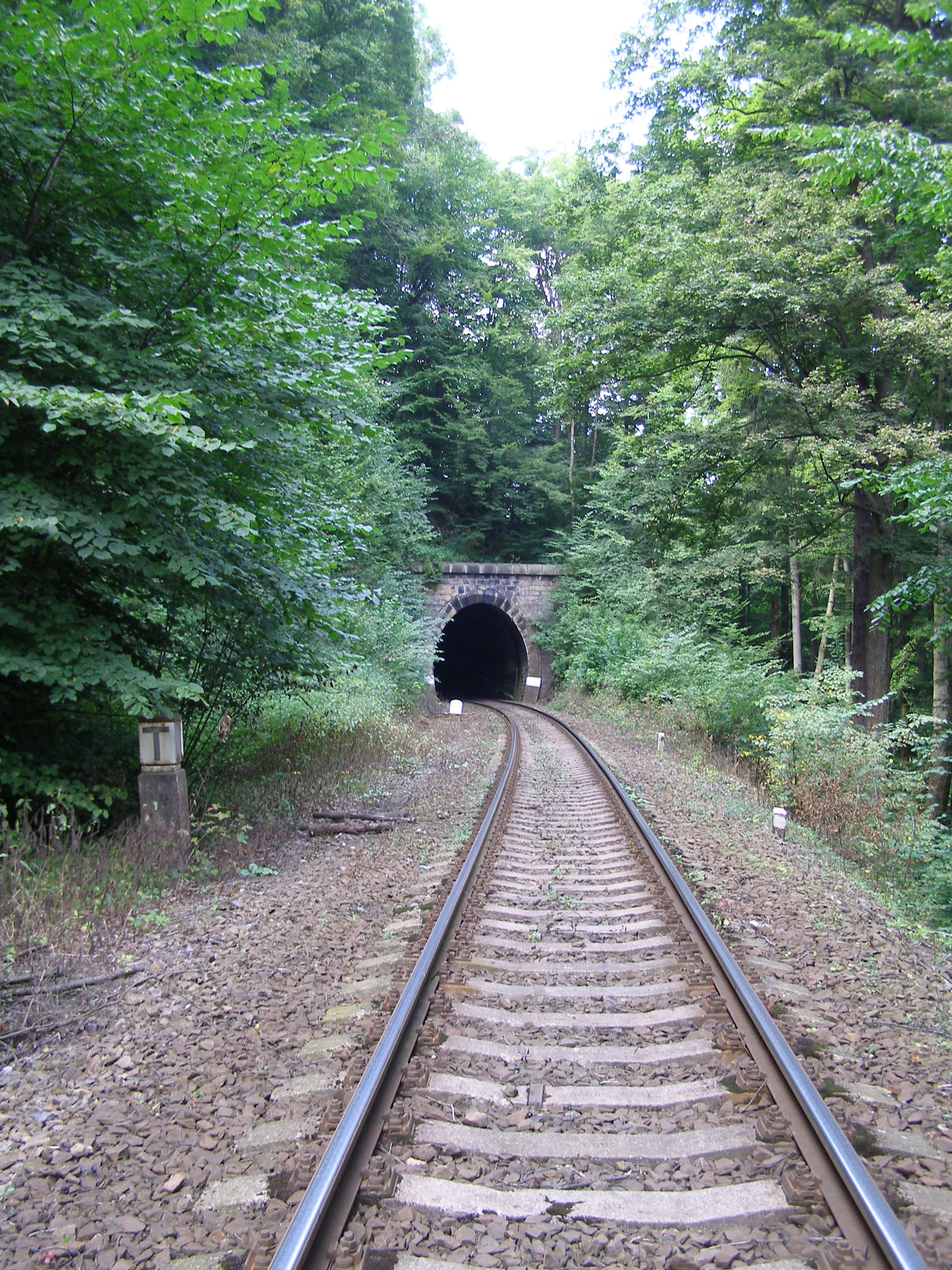
Jižní portál
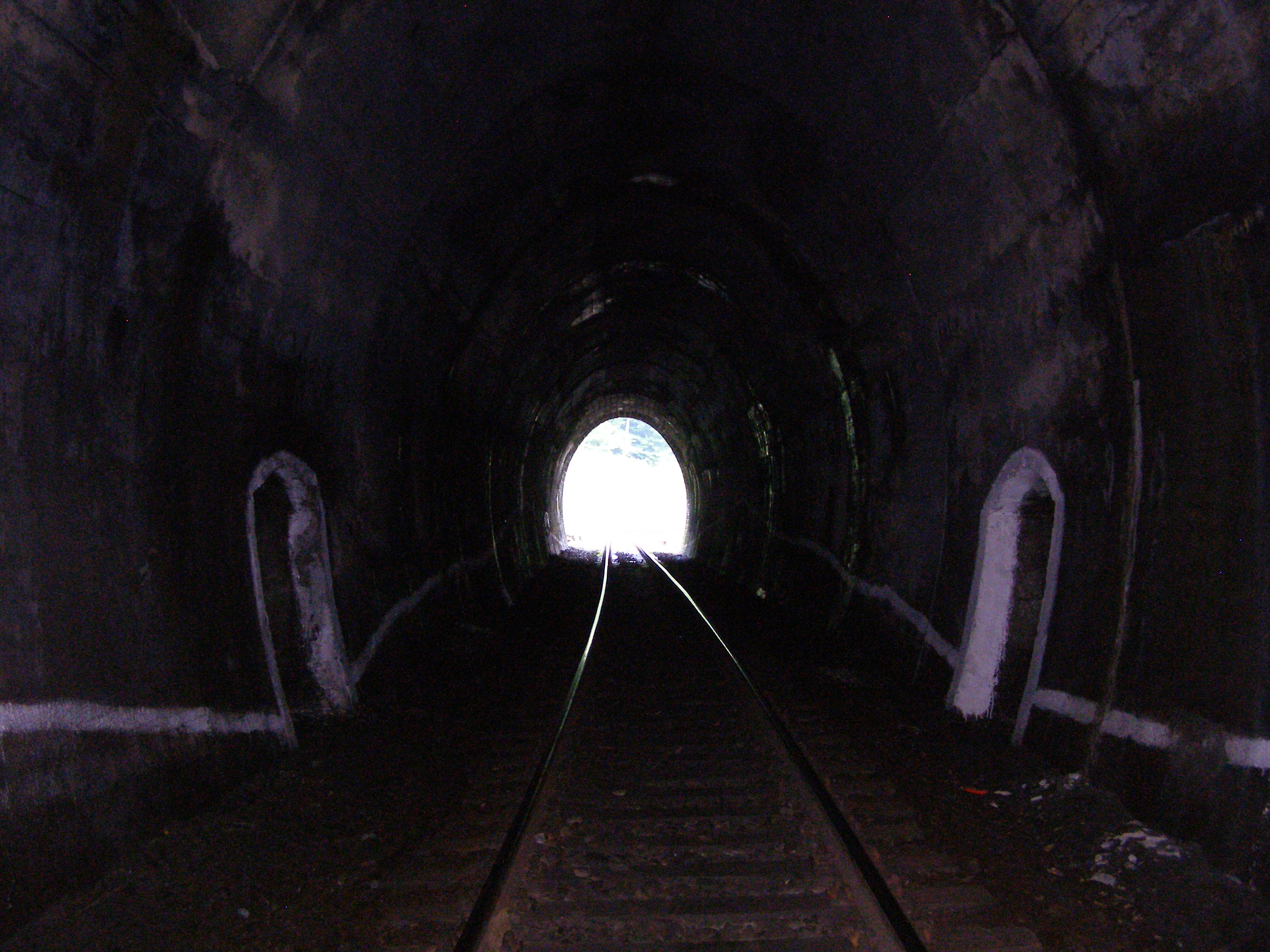
Záchranné výklenky
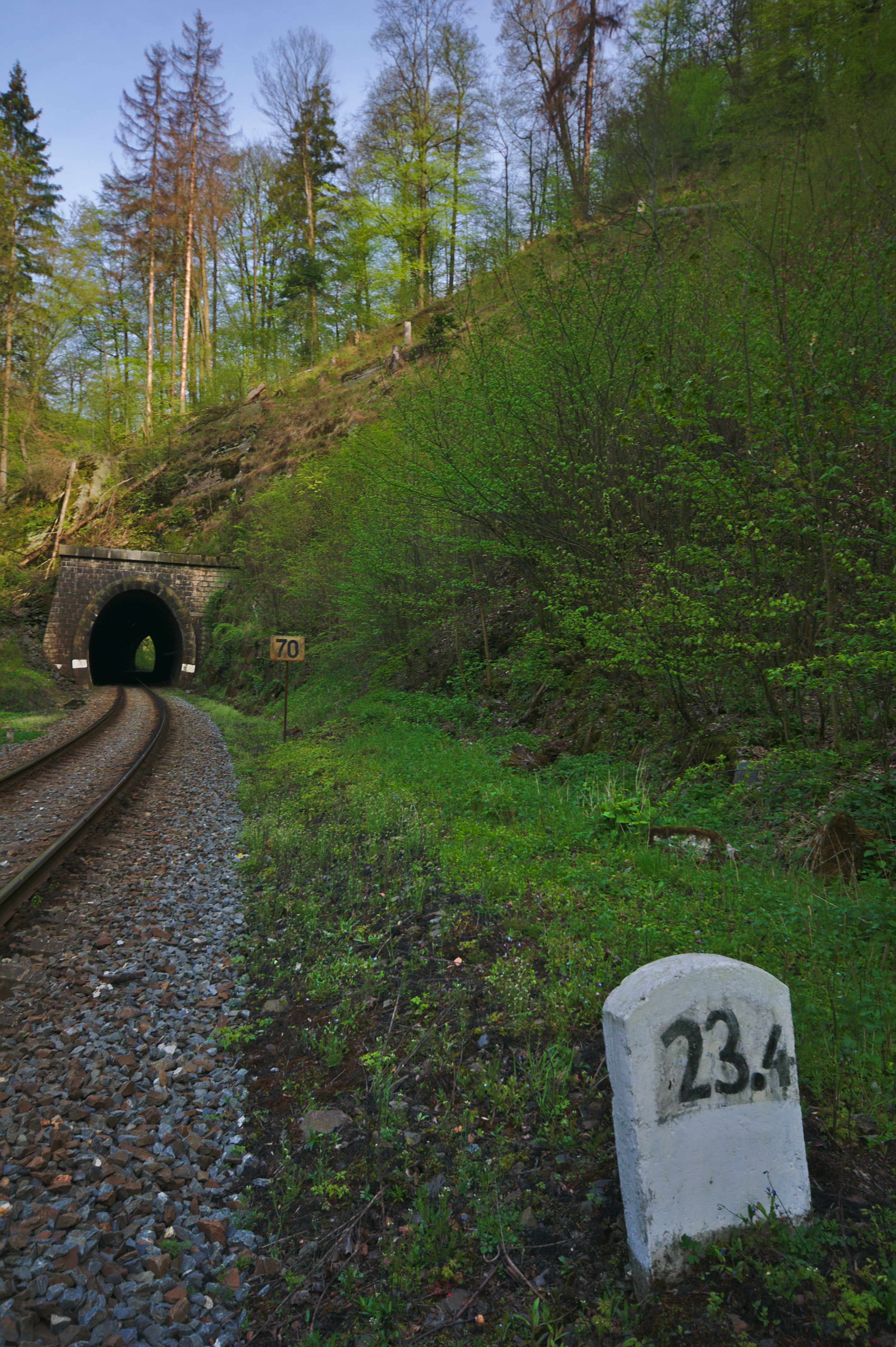
Severní portál